# 噴泉薊
噴泉薊是一種菊科多年生開花香草植物，美國加利福尼亞州特有種。